# Saint-Vérand (Isère)
Saint-Vérand – miejscowość i gmina we Francji, w regionie Owernia-Rodan-Alpy, w departamencie Isère.
Według danych na rok 1990 gminę zamieszkiwało 1348 osób, a gęstość zaludnienia wynosiła 76 osób/km² (wśród 2880 gmin regionu Rodan-Alpy Saint-Vérand plasuje się na 625. miejscu pod względem liczby ludności, natomiast pod względem powierzchni na miejscu 612.).